# 厄尼·科利特
厄尼·科利特（英語：Ernie Collett，1895年3月3日—1951年12月21日），加拿大男子冰球运动员，场上位置是守门员。他曾代表加拿大国家队参加1924年冬季奥林匹克运动会冰球比赛，获得一枚金牌。